# Erebochlora ovaliplaga
Erebochlora ovaliplaga là một loài bướm đêm trong họ Geometridae.